# カリフォルニア州の文化

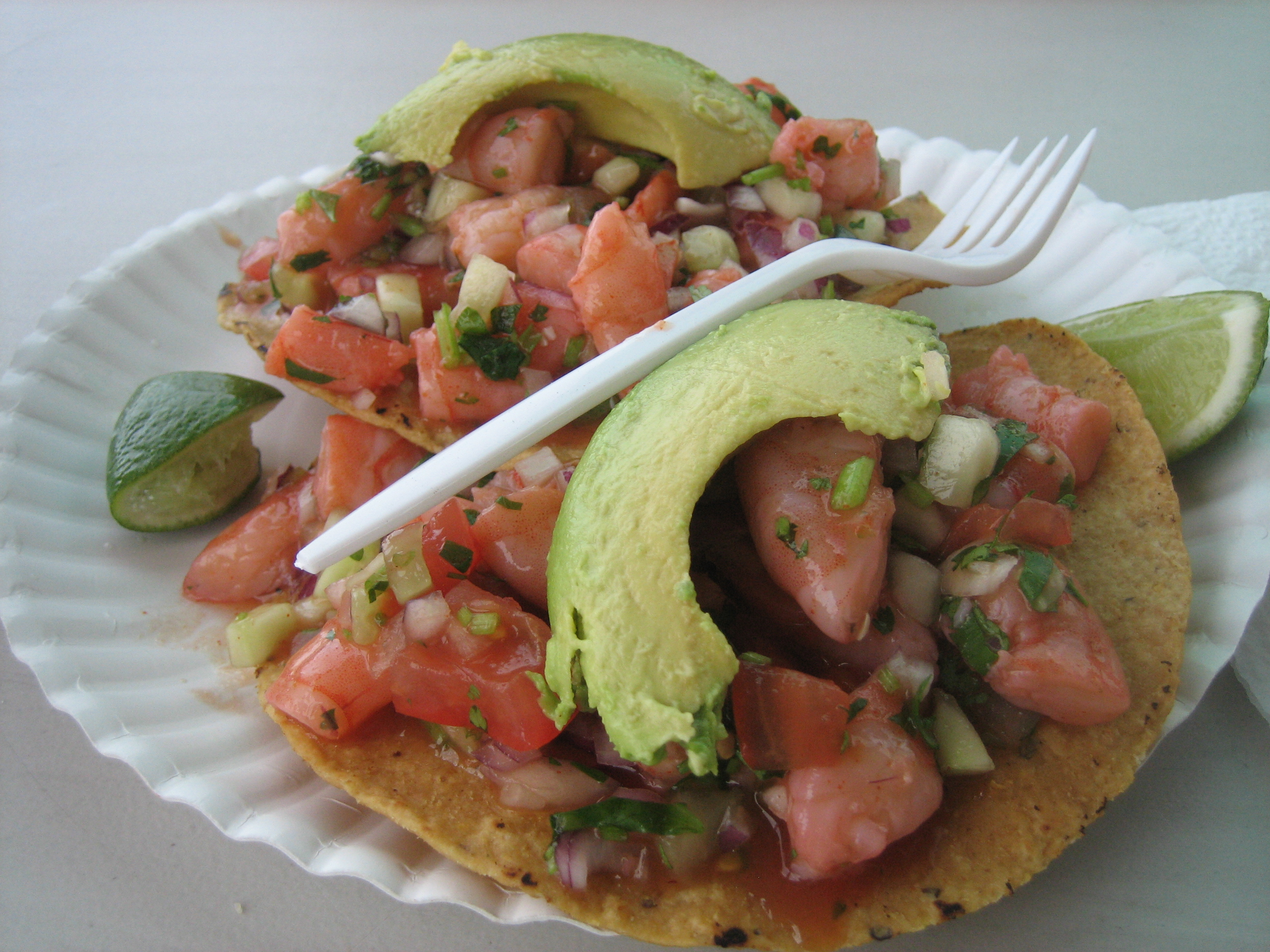
カリフォルニア料理

本項ではカリフォルニア州の文化について記す。その文化は全体としてアメリカ合衆国の文化に密接に結びついている。しかし、カリフォルニア州特有の側面もある。スペインの文化、メキシコの文化、中国の文化さらにはアメリカ合衆国東部の文化に根源を持ち、食材、言語および伝統に世界中の文化を融合させてきた。
スペインは1500年代以降現在のカリフォルニア州となった地域を探検していたが、18世紀になるまでは植民地化もその文化を伝えることにも熱心ではなかった。19世紀までにスペインはカリフォルニア中に伝道所を建設し、カリフォルニオが広大な土地を所有した。この時から現在までヒスパニック系カリフォルニア人が常に最大の文化的集団になってきた。さらにメキシコからの移民が文化的な貢献度において大きな比率を占めてもきた。
カリフォルニアの文化は、特にラテンアメリカや東アジアなど他の多数の移民によっても大きく影響されてきた。カリフォルニアは真にメルティングポットであり、かつアメリカ合衆国への国際的交流点である。
カリフォルニアは長い間大衆の興味の対象であり続け、ある種の天国として提唱する者達によって宣伝されることが多かった。20世紀初期、州内および地方の提唱者の動きで加速され、多くのアメリカ人がこのゴールデンステイトを、一年中日照が多くて乾燥し、大洋にも山脈にも近いという理想のリゾート地として見るようになった。1960年代、ザ・ビーチ・ボーイズのような人気のある音楽グループが、リラックスして日焼けした海浜を楽しむ者達としてカリフォルニアのイメージを宣伝した。
カリフォルニア人は社会文化的な慣習と全国的な政治の観点では、通常のアメリカ人よりもリベラルであり、特に内陸の州に住む人々よりもその傾向が強いと見なされている。カリフォルニア州は全体にはリベラルと見られるが、北カリフォルニアは南カリフォルニアよりもさらにリベラルと見られている。州内にはスタンフォード大学、カリフォルニア工科大学、カリフォルニア大学バークレー校、カリフォルニア大学ロサンゼルス校および南カリフォルニア大学など多くの権威有る大学もある。
1850年代のカリフォルニア・ゴールドラッシュは現代でもその経済スタイルの象徴として見られており、そのパイオニア精神が技術、社会事業、娯楽および経済的な流行を生み、多くの場合は世界中に拡がるブームを生んでいる。
ヒッピー運動は1960年代初期にサンフランシスコで始まり、さらに1970年代後半まで進展した。

## 言語
カリフォルニア住人の主要言語は英語である。スペイン語は州内全体で次ぎに多く話される言語であり、サンフランシスコ・ベイエリアやロサンゼルス市の一部で話される広東語がその次ぎにきている。ロサンゼルス市では韓国語も多く話されている。
カリフォルニア英語は、カリフォルニア州内で話される英語の方言である。カリフォルニアは高度に多様な民族でできており、このことがカリフォルニア方言に影響して、多くの他言語、特にスペイン語の言葉を多用している。英語が話される国でそうあるように、カリフォルニア英語の全てを州内のあらゆる話者が使っているのではなく、またあらゆる面が州内でだけ使われているわけでもない。しかし、カリフォルニアで生まれたあるいは圧倒的に使われていると識別できる言語学的側面も存在している。
映画とテレビ娯楽の中心としてハリウッドが国内はおろか世界中にも英語に影響を与えてきた。多くの方言を持つ英語話者に視覚で訴え、新しい言葉や新しい意味を知らしめている。
カリフォルニア州の公式言語は、1986年に命題63号が成立して以来、英語である。しかし、州、都市および地方政府の多くの機関は公式文書をスペイン語など他の言語でも印刷し続けている。

## 芸術

### 建築

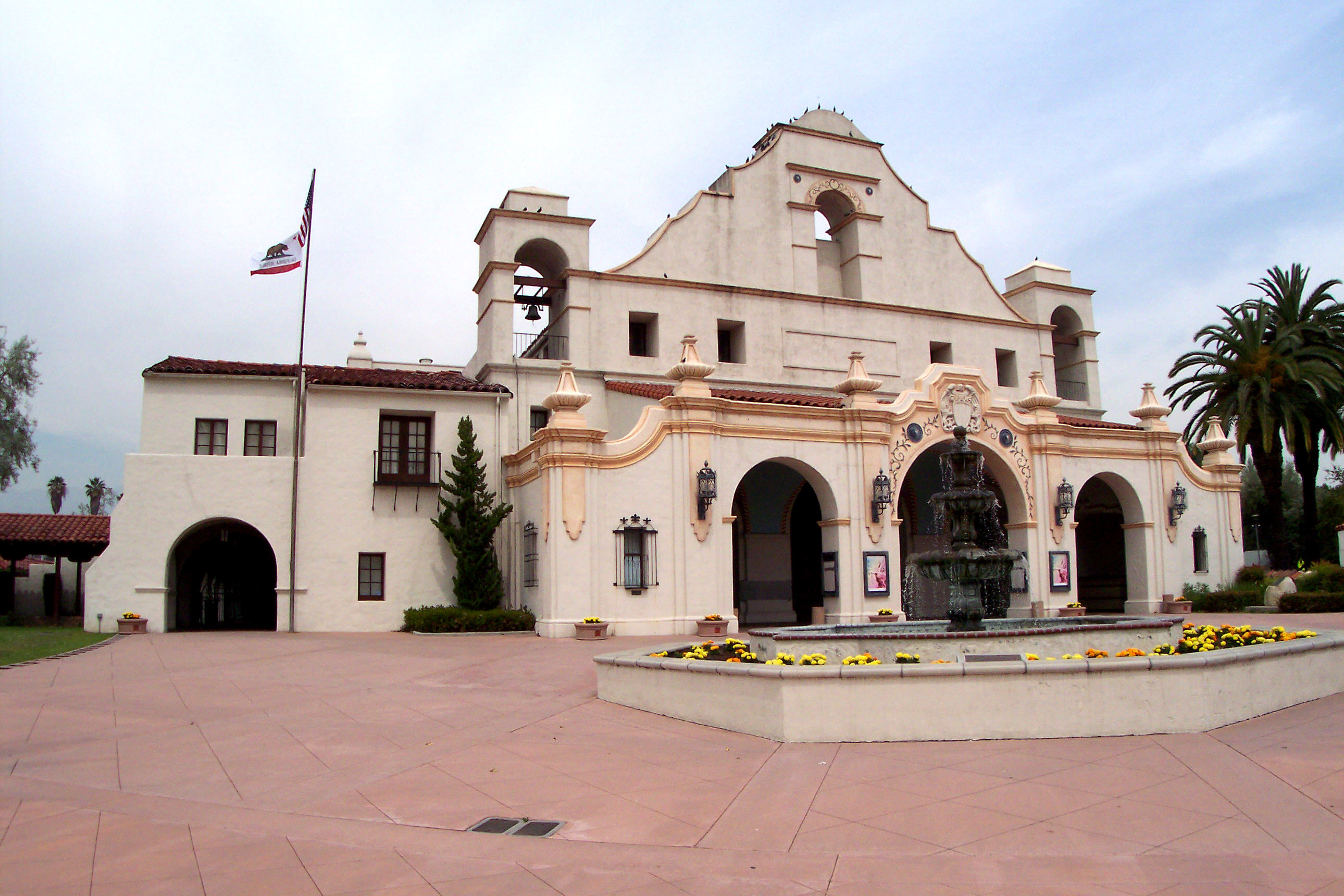
サンガブリエル公会堂、ミッション復古調建築の例

カリフォルニア・ミッションの建築[など植民地時代の建物とは別に、スペイン支配時代を想起させる多くの建築様式が現在も残っている。特に南カリフォルニアでは、化粧漆喰の壁、赤い屋根のタイル、曲線のある破風、アーチ型の窓、バルコニーあるいは鐘塔ですらも、20世紀初期頃にアメリカ合衆国建築様式の動きとなったスペイン植民地復古調様式と呼ばれる建物に取り込まれている。
カリフォルニア州の今日の建築は、他にも多くの興味有る風変わりな建物を生んできた革新的な建築様式に結実した多くの文化の影響が混合されたものである。

### 映画

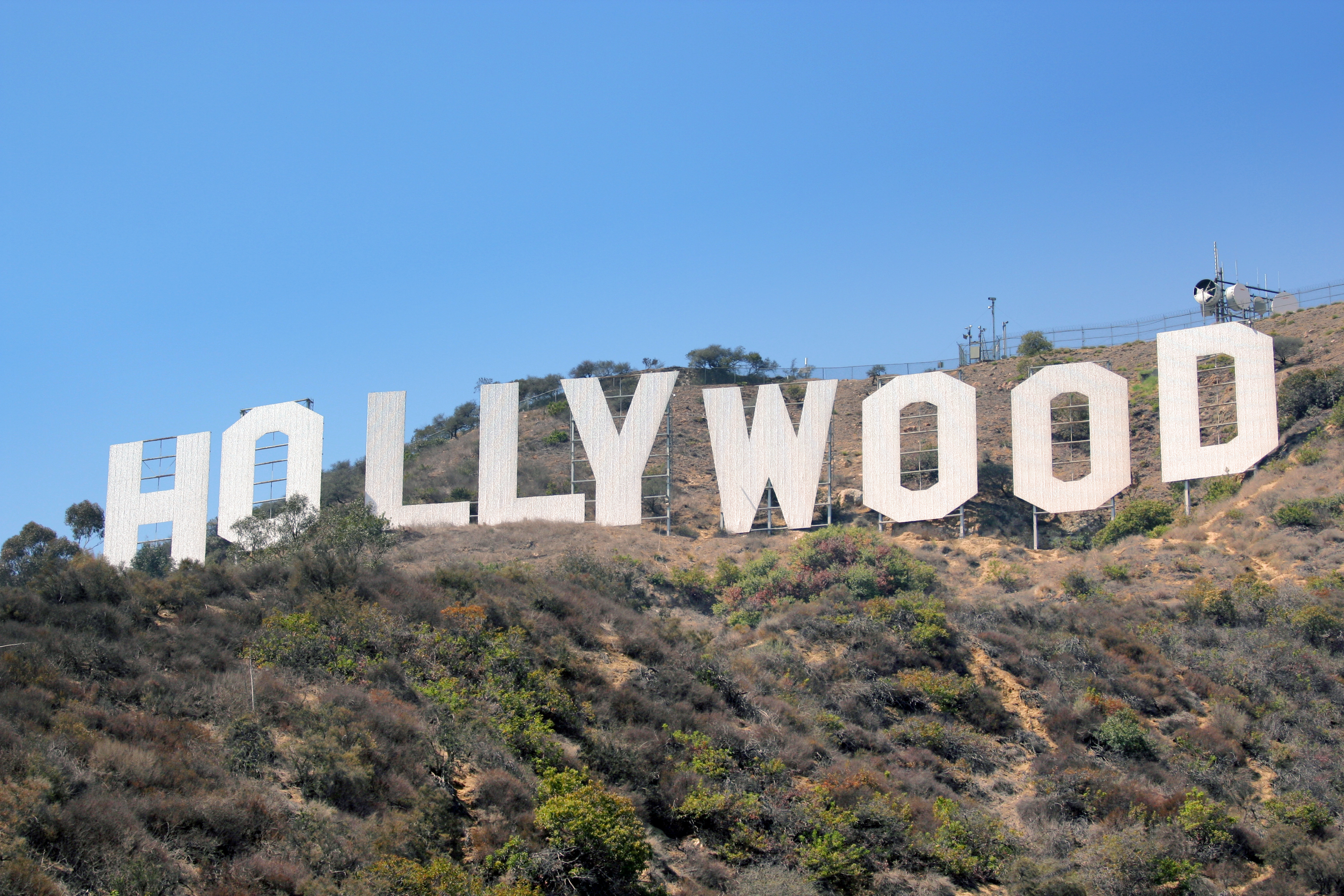
アメリカ映画産業の象徴、ハリウッド

カリフォルニアにはアメリカ映画産業の中心であるハリウッドがあり、これまで映画スターのイメージで流行を作り、海浜に住むサーファーのようにステレオタイプの生活様式を生み出してきた。
ハリウッドは20世紀初期以来世界中の文化に大きな影響を与えてきた。1920年代後半の無声映画が終わったときから1950年代後半まで、いわゆるハリウッドの黄金時代に、数多い映画がハリウッドのスタジオから送り出された。スクリーンに映し出される壮観なシーンを生み出す元になったものが、それ以降のアメリカ映画の輪郭を形作ってきた。新しいワイドスクリーンの利点を活かした壮麗な叙事詩が1950年代以降に人気を増していった。
今日世界の国や、アメリカ合衆国の他州とも激しい競争が続いているが、カリフォルニアは現在も映画産業を支配し、その作品は世界中で上映され、世界中の人々にフィクションと現実の世界でもその概念に影響力を及ぼしている。

### 音楽
ギターはメキシコのアルタ・カリフォルニアが選んだ楽器であり、ギター曲の2人の作曲者がそれを代表する者である。マヌエル・Y・フェレルは、1882年にサンフランシスコで出版された「ギターのためのコンポジッションとアレンジメント」と呼ばれる144頁の曲集にその作品が収められ、1915年にはオリバー・ディットソンによってボストン再版された。彼の楽曲の多くがシートミュージック集に収められている。もう1人はルイス・T・ロメロであり、1889年にイラディエルによる「ラ・パロマ」のギター編曲が発表された。1898年、「スペイン系カリフォルニア人の特徴的歌曲」と呼ばれる曲集がサンタバーバラで「カンシオネス・デル・ペイス・デ・カリフォルニア」として出版された。
カリフォルニアは多くの国際的に名の知られた音楽ジャンルの発祥地である。以下はその例である。
- サイケデリック・ロック：グレイトフル・デッド

、ジェファーソン・エアプレイン、ドアーズ(LA)、モビー・グレープ、ジェファーソン・スターシップ
- カントリー・ロック：クリーデンス・クリアウォーター・リバイバル
- ソウル、ファンク：スライ&ファミリー・ストーン、ウォー、タワー・オブ・パワー、コンファンク・シャン
- ウエスト・コースト・ヒップホップ：トゥパック・シャクール、サイプレス・ヒル、アイス・キューブ
- ウェスト・コースト・ジャズ ：デイヴ・ブルーベック、ポール・デスモンド
- ウェスト・コースト・ブルース：ロウエル・フルソン
- Gファンク：スヌープ・ドッグ、ドクター・ドレー
- 実験音楽：キャプテン・ビーフハート、フランク・ザッパ
- ラテンロック: サンタナ、リッチー・ヴァレンス、チーチ&チョン
- フォーク・ロック：ジャクソン・ブラウン
- ハードロック：ブルー・チアー
- ルーツ・ミュージック：リトル・フィート(LA)
- ガレージ・ロック：スタンデルズ、シーズ、カウント・ファイヴ、ディック・デイル
- サードウェーブ・スカ：リール・ビッグ・フィッシュ、サブライムおよびノー・ダウト
- ベイエリア・スラッシュメタル、メタリカ、エクソダス
- ニュー・メタル、コーン
- スケート・パンク、オフスプリング、NOFX、バッド・レリジョン、ペニーワイズ、スイサイダル・テンデンシーズ、ランシド、ブラック・フラッグ、ディセンダンツ
- ファンクロック：レッド・ホット・チリ・ペッパーズ
- サーフ・ロック：ザ・ビーチ・ボーイズ

カリフォルニア州から生まれたのではないジャンルで著名になったカリフォルニア出身のアーティストとしては次のような者達がいる。
- パンク・ロック: デッド・ケネディーズ、サークルジャークス
- ヘヴィメタル: ガンズ・アンド・ローゼズ、ヴァン・ヘイレン、モトリー・クルー、メガデス、スレイヤー
- オルタナティヴロック: ホール、デフトーンズ、ジェーンズ・アディクション
- ロック、アリーナ・ロック: イーグルス、ジャーニー

### 文学
カリフォルニア生まれ、あるいはカリフォルニアについて書いた作家としては次の者がいる。
- フアン・バウティスタ・ザッパ、1668年にセビリアで出版された『Estrella del Norte de México』の著者、「カリフォルニア人の精神的支配のためのガイド」として知られる
- ミゲル・ベネガス、1757年に『Noticia de la California』を出版、その後英語（1759年）、オランダ語（1761年-1762年）、フランス語（1766年-1767年）およびドイツ語（1769年-1770年）に翻訳され、初期カリフォルニアに関する情報のスタンダードとなった
- リチャード・ヘンリー・デイナ、1834年に水夫としてカリフォルニアを訪れた時のカリフォルニオ文化の諸相を『マストの前の2年間』で回想した
- ヘレン・ハント・ジャクソン、1884年の小説『ラモナ』でカリフォルニオ文化を記した
- ジョン・スタインベック、地域に根ざし、神秘的なプロレタリア作家として世界的に知られる、多作であり、20世紀で最も知られ読まれている作家の一人
- ジョーン・ディディオン、5つの小説と8つのノンフィクションを著した作家
- ウォレス・ステグナー、「ウェスタン作家の長老」と呼ばれる
- レイモンド・チャンドラー、20世紀半ばのロサンゼルス市の暗部について著した
- ジョン・ミューア、シエラネバダ山脈で生活し、ヨセミテに国際的な注目を集めさせた
- ケン・キージー、カウンターカルチャーの人物、小説『カッコーの巣の上で』で著名
- マリア・ルイス・デ・ブルトン、英語で書いた最初のメキシコ系女性、C・ロイヤルというペンネームで『The Squatter and the Don』を書いた
- ダシール・ハメット、ハードボイルド探偵小説と短編小説の作家
- ジェームズ・M・ケイン、ジャーナリストかつ小説家
- ジェイムズ・エルロイ、著作家
- ジョン・ファンテ、イタリア系の小説家、短編作家、映画脚本家
- チャールズ・ブコウスキー、ビート世代の一員
- ロバート・フロスト、詩人、サンフランシスコで生まれ育った
- ジャック・ロンドン、サンフランシスコ生まれの作家
- リチャード・ブローティガン、カウンターカルチャーの詩人、作家、カリフォルニア工科大学の一時的な住人詩人、サンフランシスコ在住
- フィリップ・K・ディック、SF作家

### 博物館
カリフォルニアには次のような著名博物館がある。
- カリフォルニア博物館、州都サクラメント市にあり、カリフォルニア州記録保管所の公式博物館、当初はゴールデンステイト博物館と名付けられ、1998年6月にオープン、州務省長官マリア・シュライバーが州の保存記録を公開するために開発した。2003年にシュライバーの夫アーノルド・シュワルツェネッガーが州知事になると、ファーストレディとなったシュライバーは州務省と州立公園局と共に博物館の拡張を始めた。2006年、カリフォルニア博物館はカリフォルニア名誉の殿堂となり、カリフォルニア博物館常設展示の中で最も著名で多様なものとなった。
- オークランド・カリフォルニア博物館、オークランド市、カリフォルニアの人々、歴史および未来を定義する歴史、自然科学および芸術に特化している
- ゲッティセンター、ロサンゼルス市、世界でも最も豊かな美術館
- ロサンゼルス郡美術館 (LACMA)
- 現代美術館 (MOCA)、ロサンゼルス市
- The Broad、ロサンゼルス市
- カリフォルニア科学センター、西海岸最大の手で触れられる科学センター、ロサンゼルス市
- ロサンゼルス郡自然史博物館、アメリカ合衆国西部で最大の自然と歴史の博物館
- カリフォルニア・パレス・オブ・ザ・リージョン・オブ・オナー、サンフランシスコ市、美術館
- サンフランシスコ近代美術館、サンフランシスコ市
- エクスプロラトリアム、サンフランシスコ市、若者向け科学博物館
- カリフォルニア州鉄道博物館（英語版）、サクラメント市、カリフォルニア州公園局が運営、カリフォルニアの鉄道史を展示
- オレンジ・エンパイア鉄道博物館、リバーサイド郡ペリス、米国西部最大規模の鉄道博物館、パシフィック電鉄やロサンゼルス鉄道などの車両を多数動態保存している
- コルトンホール、カリフォルニア州憲法が署名された場所
- カリフォルニア科学アカデミー、サンフランシスコ市、世界でも10指に入る大きさの自然史博物館

## 料理
カリフォルニアでは様々な料理のスタイルを融合させてきた歴史がある。中華料理店、メキシコ・レストラン、イタリア・レストラン、ベトナム料理店、インド料理店など多くのタイプの料理店が州内全域で見られる。1903年には既に、スペインが残したカリフォルニア・ミッションを改修するための資金集めで出版された「ランドマークスクラブ・クックブック」には料理という観点からロサンゼルス市が最も多様な都市であると書かれている。
カリフォルニアの産品が料理にも重要な役割を果たしている。カリフォルニアでは多様な気候区分に属するために様々な農作物を栽培できる、さらにセントラルバレーは世界でも最大級に肥沃な土壌である。ブロッコリー、ホウレン草、トマト、アボカドなどの果物や野菜ではアメリカ合衆国で最大の産出量を誇っている。健康管理に注意する文化も新鮮な産品の人気を上げることに貢献している。サンバーナーディーノ郡で開催される全国オレンジ・ショー祭など果物の祭が州内あちこちで開催されている。
アボカドはカリフォルニアの料理に特別の役割を果たしており、人気のあるカリフォルニア料理の多くがアボカドとグアカモーレ（メキシコでアボカドを潰して作るディップ）を組み合わせたものになっている。アボカドは1900年代半ばまでアメリカ人には馴染みの無いものだったが、この亜熱帯果物の生産者が多くのアメリカ人にアボカドを験してみるように仕向けてきた。今日、カリフォルニアで多量のアボカドが生産され、多くの料理がアボカドを使うものになっている。例えば、寿司の一種であるカリフォルニアロールがある。他にもサンドウィッチ、ハンバーガーやピザにまで使われ、これにタコスやブリートなどメキシコ料理が加わる。
またトマトの生産も重要である。カリフォルニアのトマトはケチャップの生産になくてはならないものになったが、当初のケチャップはプラムやマッシュルームなどあらゆるものから作られていた。

## 環境問題
カリフォルニアは環境問題についても定評を勝ち得てきている。特に海岸部に住む住人は概して自然環境とその問題に敏感であると見られている。カリフォルニアの環境文化には1969年にサンタバーバラ海峡で起こった原油流出事故に対する大衆の怒りが一部寄与している。この事故によって生じた社会的条件の重大さは、環境社会学者ハーベイ・モロッチによって詳細に説明されている。
1965年、カリフォルニア州は自動車の排出ガスに含まれる炭化水素と一酸化炭素を制限することで、この種の規制を行う最初の州になった。1967年、カリフォルニア州環境保護庁は大気中の煤塵、光化学オキシダント、二酸化硫黄、二酸化窒素など汚染物に対して、国内で発の大気質基準を設定した。アメリカ合衆国連邦議会はカリフォルニア州が独自の大気質基準を設けることを認め、州議会はかつてない強力な環境法を制定することで応えた。

## 教育

### 公立大学とカレッジ
公共の高等教育についてカリフォルニア州は特徴ある3階層の仕組みを提供している。州内の卓越した研究型大学は州立のカリフォルニア大学システム（UC System）であり、世界中のどの教育機関よりも多くのノーベル賞受賞者を雇用しており、世界でも最大級に洗練された大学システムと考えられている。カリフォルニア大学システムはそれぞれ別に運営される9つの総合キャンパスを持っており、また他にも多くの特別な施設がある。
カリフォルニア州立大学システム（CSU System）は40万人以上の学生数を誇り、アメリカ合衆国の中でも最大の大学システムになっている。州内では最古の公共高等教育機関であり、高校卒業生の上位3分の1を受け入れることが目指されている。そのキャンパスは元々別々に設立された師範学校だったが、現在では総合大学システムの中に組織化され、学士号、修士号、博士号を発行している。
公立のカリフォルニア・コミュニティ・カレッジ・システムが第3層である。109のカレッジで構成され、学生数は290万人を超えている。

### 私立大学とカレッジ
カリフォルニア州にはスタンフォード大学、南カリフォルニア大学(USC)、クレアモント・カレッジズおよびカリフォルニア工科大学(Caltech)など著名な私立大学がある。その他にも数百の私立カレッジと大学があり、多くの宗教系あるいは特殊目的の機関も含まれている。

### 公共中等教育
公共中等教育は、才能のある者、カレッジを指向する者および職業を指向する者にあわせ、実業、言語および一般教養（リベラルアーツ）の選択コースを教育する高校で構成されている。カリフォルニア州の公共教育システムは、その特徴ある憲法修正条項（California Proposition 98 (1988)）により、州歳出の40％が教育に遣われるよう求められている。

## ビーチ文化
カリフォルニア州は太平洋に接していることで、その文化と日常生活の多くの面に海洋の影響が大きい。サーフィンは州内でも特に人気のあるスポーツであり、トレスルズ、リンコン、マベリックス、ザ・ウェッジ、マリブなど有名なサーフィンスポットがある。ハーレー、クイックシルバー、ボルコム、オニール、ボディグローブ、RVCAなど世界でも著名なサーフィン関連の会社が州内に本社を置いている。世界的に有名なサーファーとしては、ボビー・マルティネス、トム・カレン、テイラー・ノックス、およびロブ・マチャドがおり、全てカリフォルニア出身である。
特に南カリフォルニアではサーフィン独自の俗語があり、バルスピーク（カリフォルニア方言）と一致している。「チューブラー」（"tubular"、すごい）「ラディカル」（"radical"、恐ろしいくらい良い）および「グナーリー」（"gnarly"、いかす）という言葉はどちらにも関連している。1960年代後半、サンタクルーズと北カリフォルニアは「グルービー」（"groovy"、かっこいい）や「タイト」（"tight"、素晴らしい）など独自の俗語を開発した。

## 北カリフォルニアと南カリフォルニアのライバル意識
カリフォルニア州は一つの州で統一されてはいるが、北カリフォルニア（ノーキャル）と南カリフォルニア（ソーキャル）は恐ろしいくらいのライバル意識を持っている。その誇りは住人の文化で大きな部分を占めている。州が成立して間もない頃、北カリフォルニア住人の多くはアメリカ合衆国北部の出身であり、南カリフォルニア住人の多くはアメリカ合衆国南部の出身だったという事実によるところが大きい。
このことは歴史的にも地域方言や政治の傾向における違いで明らかである。南カリフォルニアは昔から保守的な傾向があり、北カリフォルニアはよりリベラルな傾向がある。この点では州と国政において保守派の間で「サンフランシスコ価値観」という言葉が軽蔑的な意味合いのものになってきた。その初期の例として、1860年大統領選挙では、南部民主党のジョン・ブレッキンリッジが南部の郡を制したが、人口の多いサンフランシスコ・ベイエリアで共和党のエイブラハム・リンカーンが制し、結果的にカリフォルニア州で勝利した。しかし、南カリフォルニアも次第にリベラルな傾向が出てきており、2008年大統領選挙では、ロサンゼルス郡の投票者の約30％が共和党候補に投票しただけだった。民主党候補のバラク・オバマは、歴史的に共和党の地盤だったサンディエゴ郡、リバーサイド郡およびサンバーナーディーノ郡を制し、オレンジ郡では僅かに及ばないだけだった。
ライバル意識はプロスポーツの世界でも顕著である。特に下記の組合せではライバル意識が強い
- サンフランシスコ・ジャイアンツとロサンゼルス・ドジャース、野球
- オークランド・アスレチックスとロサンゼルス・エンゼルス、野球
- サンノゼ・シャークスとアナハイム・ダックス、ロサンゼルス・キングスの双方、アイスホッケー
- サンノゼ・アースクエイクスとロサンゼルス・ギャラクシー、サッカー
- ロサンゼルス・レイカーズとサクラメント・キングス、バスケットボール
- サンフランシスコ・フォーティナイナーズとロサンゼルス・ラムズ、アメリカンフットボール、ラムズが移転するまで

## 関連図書
- Portrait of California: History & Culture ?A State is Born
- 50 reasons to Love California
- California Here we Come
- The Californian
- Los Angeles Times
- Hollywood Reporter